# 䳭唐纳雀属
䳭唐纳雀属（学名：Calyptophilus）是雀形目䳭唐纳雀科（学名：Calyptophilidae）的唯一一属，包含以下2个物种：
- 西䳭唐纳雀 Calyptophilus tertius
- 东䳭唐纳雀 Calyptophilus frugivorus